# Formula 2 australiana
La Formula 2 australiana (Australian Formula 2), abbreviata in AF2 o ANF2, è una formula automobilistica che si corre in Australia. Questa è una delle serie motoristiche più antiche del paese, essendo nata nel 1964. Il formato corrente del campionato è stato introdotto nel 1978. Brian Shead della Cheetah Racing Cars e Garrie Cooper della Elfin Racing Cars sono i principali artefici dello sviluppo della categoria, nata per consentire a giovani piloti australiani di correre senza incorrere in spese gravose.
La categoria è un amalgama delle precedenti categorie di Formula 2 e Formula 3 australiane: utilizza infatti vetture di queste categorie o vetture di nuova concezione, spinte da motori di serie con 2 valvole per cilindro, con capacità tra i 1100 cm³ e i 1600 cm³. I motori inizialmente utilizzati furono i Toyota 2T, i Ford Kent e gli Holden Gemini. Più recentemente hanno avuto utilizzo i motori della Volkswagen Golf, grazie al loro buon rapporto peso/potenza.
La AF2 ha ottenuto un notevole successo, tanto da diventare la più frequentata categoria automobilistica del paese. Questo ha fatto sviluppare un certo numero di costruttori locali. Spesso, poi, gli stessi costruttori si cimentavo alla guida. Dopo la scomparsa della F5000 nazionale l'AF2 divenne la più importante categoria motoristica d'Australia. Accanto al campionato nazionale vennero organizzati anche campionati nei singoli Stati. Con l'introduzione della Formula Pacific, l'AF2 perse però questo primato.
Anche negli anni ottanta la AF2 rimase estremamente popolare, tanto che l'Australian Drivers' Championship fu assegnato con gare con vetture di questa serie nel 1987 e nel 1988.
Nel 1989 la CAMS introdusse, in Australia, la Formula 3 internazionale. L'AF2 divenne una categoria ancella della Formula 3, essendo così destinata alla sparizione, e la CAMS cessò di riconoscere il titolo nazionale al campionato di AF2 dopo il 1988. Malgrado questo, l'AF2 non sparì ma rimase una formula molto seguita, anche grazie alla sua economicità rispetto alla Formula 3 e alla Formula Holden.
Dall'epoca il seguito è comunque diminuito tanto da perdere la caratteristica di essere disputata in tutta la Nazione. Attualmente l'AF2 viene corsa nel Nuovo Galles del Sud, sebbene vi sia il progetto di portarla anche nello stato di Victoria.

## Specifiche tecniche
- 1964–1968: cilindrata massima 1100 cm³ se derivato dalla serie, oppure 1000 cm³ progetto libero
- 1969–1970: cilindrata massima 1600 cm³
- 1971–1977: cilindrata massima 1600 cm³, due valvole per cilindro
- 1978–    : cilindrata massima 1600 cm³, derivato dalla serie, singolo albero a camme

Negli anni 1989-2002 ammessi anche motori di cilindrata massima 2000 cm³ purché secondo le regole della Formula 3 FIA

## Motore
Col regolamento corrente il motore dev'essere derivato dalla serie. I più utilizzati sono il Toyota 2T, il Ford Kent, l'Holden Gemini. Il più popolare risulta però, attualmente, quello derivato dalla Volkswagen Golf. I motori devono utilizzare carburatori per l'induzione della benzina: il più comune è il carburatore Weber. I motori sono ora limitati a 8500 giri al minuto, anche se in passato erano rari i propulsori con più di 10000 giri al minuto. La potenza di questi propulsori è tra i 180 e i 200 cavalli.

## Telai
La maggior parte dei telai costruiti negli anni settanta e ottanta erano in monoscocca d'alluminio, esattamente come le vetture di F1 del periodo. Il loro peso era spesso inferiore ai 400 kg; il regolamento prevedeva che, col pilota,  potessero arrivare al massimo a 510 kg.
Le vetture costruite negli anni novanta da costruttori come Reynard o Dallara erano in fibra di carbonio, ed erano più pesanti di quelle precedenti ma avevano una migliore aerodinamicità. Hanno un peso massimo di 530 kg, tanto da avere performance simili a quelle del periodo precedente. Le ruote hanno un diametro di 33 cm, quelle anteriori sono larghe 23 cm mentre quelle posteriori sono larghe 28.

## Cambio
Come molte altre vetture da corsa, il cambio si trova sul retro della monoposto, dietro a motore e pilota. Il più utilizzato è il cambio in monoscocca d'alluminio a cinque velocità, Hewland Mk9 transaxle assieme al Mk8 e al più resistente FT200. Altri cambi utilizzati, soprattutto sulle vetture costruite dalla Cheetah Racing Cars, sono quelli prodotti dalla Holinger Engineering.
Le più recenti Dallara e Reynard utilizzano cambi fatti in proprio.

## Performance
Grazie a una potenza  è prossima ai 200 Hp, combinata al peso tra i 510 e 530 kg, le vetture possiedono un rapporto peso/potenza simile alle V8 Supercar. Questo consente un'accelerazione dall'uscita delle curve molto potente e il raggiungimento di velocità interessanti. Il tempo che una vettura di AF2 impiega da 0 a 160 km/h è di circa 5 secondi. Le vetture generano un livello molto alto di Forza G nelle curve e in frenata.

## Regolamento attuale— Australian Formula 2 Club Inc.
Il motore deve avere una cilindrata non superiore a 1600 cm³, essere derivato dalla serie, con due valvole per cilindro, un singolo albero a camme e con carburatore a induzione di benzina. Come detto, i giri al minuto non possono superare la soglia dei 8500.
La vettura dev'essere a ruote scoperte, ma non vi sono limitazioni né sulla posizione né sulla dimensione degli alettoni.
La monoposto deve avere un fondo piatto tra l'asse delle ruote anteriori e quello delle ruote posteriori. Il peso, compreso il pilota, dev'essere tra i 510 e i 530 kg, a seconda dell'anzianità della vettura.
La serie utilizza pneumatici della Dunlop.

## Albo d'Oro
| Stagione  | Pilota          | Vettura                 |
| --------- | --------------- | ----------------------- |
| 1964      | Greg Cusack     | Elfin Ford              |
| 1965      | Greg Cusack     | Brabham Ford            |
| 1966–1968 | Non disputata   | Non disputata           |
| 1969      | Max Stewart     | Mildren Waggott         |
| 1970      | Max Stewart     | Mildren Waggott         |
| 1971      | Henk Woelders   | Elfin 600E Ford         |
| 1972      | Larry Perkins   | Elfin 600B Ford         |
| 1973      | Leo Geoghegan   | Biranna 273 Ford        |
| 1974      | Leo Geoghegan   | Biranna 274 Ford        |
| 1975      | Geoff Brabham   | Biranna 274 Ford        |
| 1976      | Graeme Crawford | Biranna 273 Ford        |
| 1977      | Peter Larner    | Elfin 700 Ford          |
| 1978      | Non disputata   | Non disputata           |
| 1979      | Brian Shead     | Cheetah Mk6 Toyota      |
| 1980      | Richard Davison | Hardman JH1 Ford        |
| 1981      | John Smith      | Ralt RT1 Ford           |
| 1982      | Lucio Cesario   | Ralt RT3 Volkswagen     |
| 1983      | Ian Richards    | Richards 201 Volkswagen |
| 1984      | Peter Glover    | Cheetah Mk7 Volkswagen  |
| 1985      | Peter Glover    | Cheetah Mk8 Volkswagen  |
| 1986      | Jonathon Crooke | Cheetah Mk8 Volkswagen  |
| 1987      | Arthur Abrahams | Cheetah Mk8 Volkswagen  |
| 1988      | Rohan Onslow    | Cheetah Mk8 Volkswagen  |

La CAMS non riconosce più la validità di titolo nazionale al campionato di AF2 dopo il 1988
| Stagione  | Pilota                                     | Vettura              |
| --------- | ------------------------------------------ | -------------------- |
| 1989      | Kevin Weeks                                | Ralt RT32-Volkswagen |
| 1990–1995 | ???                                        | ???                  |
| 1996      | Bronte Rundle                              | Reynard-Volkswagen   |
| 1997      | Wayne Ford                                 | Ralt-Volkswagen      |
| 1998      | David Bruce                                | Reynard-Volkswagen   |
| 1999      | Rod Anderson                               | Reynard-Volkswagen   |
| 2000      | Tom Brickley                               | Kaditcha-Volkswagen  |
| 2001      | Ian Black                                  | Reynard-Volkswagen   |
| 2002      | Ted Dunford (New South Wales Championship) | Reynard-Volkswagen   |
| 2002      | Troy Chaplin (Queensland Championship)     | Ralt RT34 Volkswagen |
| 2003      | Ted Dunford                                | Reynard-Volkswagen   |
| 2004      | Kevin Lewis                                | Cheetah-Volkswagen   |
| 2005      | Greg Hunter                                | Reynard-Volkswagen   |
| 2006      | Kevin Lewis                                | Cheetah-Volkswagen   |
| 2007      | Edward Gavin                               | Cheetah-Volkswagen   |
| 2008      | Greg Muddle                                | Ralt RT30-Volkswagen |
| 2009      | Greg Muddle                                | Ralt RT30-Volkswagen |

## Giri record
| Pista                                 | Distanza | Pilota                       | Vettura                        | Anno              | Tempo       |
| ------------------------------------- | -------- | ---------------------------- | ------------------------------ | ----------------- | ----------- |
| Calder Park Raceway, National Circuit | 2.280 km | D. Bruce                     | Reynard 893-Volkswagen         | 19 maggio 1996    | 57.9272s    |
| Calder Park Raceway, Club Circuit     |          | Lucio Cesario                | Ralt RT3-Volkswagen            |                   | 42.0200s    |
| Mallala Motorsport Park               | 2.20 km  | Barry Ward                   | Reynard 893-Volkswagen         |                   | 1m07.3s     |
| Morgan Park Raceway                   | 2.1 km   |                              |                                |                   |             |
| Oran Park Raceway South Circuit       | 1.96 km  | Arthur Abrahams              | Reynard 933                    | 18 luglio 1993    | 0:39.9000   |
| Circuito di Sandown                   | 3.1 km   | Barry Ward                   | Reynard-Volkswagen             | 19 maggio 1991    | 1m:14.47    |
| Winton Motor Raceway National Circuit | 3.0 km   | Paul Stephenson              | Dallara-Volkswagen             | giugno 1999       | 1 m²3.8310s |
| Symmons Plains                        | 2.4 km   | Jon Crooke                   | Cheetah Mk8 - Judd Golf VW     | 9 marzo 1996      | 54.73s      |
| Baskerville                           | 2.01 km  | Jon Crooke                   | Cheetah Mk8 - Judd Golf VW     | 16 marzo 1986     | 50.24s      |
| Surfers Paradise                      | 3.2 km   | Jon Crooke                   | Cheetah Mk8 - Judd Golf VW     | 18 maggio 1986    | 1m07.3s     |
| Oran Park                             | 2.62 km  | Jon Crooke                   | Cheetah Mk8 - Judd Golf VW     | 8 giugno 1986     | 1m05.8s     |
| Circuito di Lakeside                  | 2.4 km   | Jon Crooke / Arthur Abrahams | Cheetah Mk8 - Judd Golf VW     | 15 giugno 1986    | 50.6s       |
| Circuito di Sandown                   | 3.9 km   | Arthur Abrahams              | Cheetah Mk8 - Golf VW          | 14 settembre 1986 | 1m40.2s     |
| Amaroo Park                           | 1.946 km | Arthur Abrahams              | Cheetah Mk8 - Golf VW          | 21 giugno 1987    | 46.52s      |
| Winton Motor Raceway - Short Circuit  | 2.03 km  | Arthur Abrahams              | Ransberg Cheetah Mk8 - Golf VW | dicembre 1988     | 56.9600s    |
| Circuito di Eastern Creek             | 3.93 km  | Arthur Abrahams              | Ransberg Cheetah - Golf VW     | 25 agosto 1991    | 1 m²9.3500s |
| Wakefield Park                        | 2.2 km   | Craig Smith                  | Cheetah Mk8 - Golf VW          | 16 settembre 2001 | 59.0361s    |
| Circuito di Phillip Island            | km       | Chas Jacobsen                |                                | 28 luglio 1999    | 1m33.4389s  |

## Costruttori della AF2

### Costruttori australiani
Arbyen, Argus, ASP, Avanti, B.A.E., Birrana, Bowin, CBS, Cheetah, Crabtree, CRD, Elfin, Fielding, Hardman, HTG, Kaditcha, Liston, Macon, Mantis, Mildren, PBS, Rennmax, Richards, SAM, Sirch,  Wren.

### Costruttori internazionali
Brabham, Chevron, Dallara, Lola, Lotus, Magnum, March, McLaren, Ralt, Reynard, Tiga, Van Diemen

## Piloti famosi (non campioni)
John Bowe, Peter Brock, Alfredo Costanzo, Glenn Seton.